# Cerfennia philippina
Cerfennia philippina är en insektsart som först beskrevs av Stsl 1870.  Cerfennia philippina ingår i släktet Cerfennia och familjen Flatidae. Inga underarter finns listade i Catalogue of Life.